# Black Fish
Black Fish (in Shawnee: Chiungalla, Cot-ta-wa-ma-go oder Mkah-day-way-may-qua; * um 1729; † 1779) war ein Häuptling der Shawnee und erbitterter Gegner der euro-amerikanischen Kolonisten. Während des Unabhängigkeitskrieges kämpfte er auf britischer Seite. Über sein Leben ist wenig bekannt, da nur schriftliche Aufzeichnungen über seine letzten drei Lebensjahre existieren.
Im Frühjahr 1777 versuchte er, die Siedler aus Kentucky zu vertreiben, und überfiel u. a. Harrodsburg und Boonesborough. Im Februar 1778 wollte er Boonesborough angreifen, nahm zwischenzeitlich den später berühmten Waldläufer Daniel Boone gefangen, den er wenig später adoptierte. Im Juni 1778 gelang es Boone, aus der Gefangenschaft zu fliehen und die von ihm gegründete Siedlung Boonesborough vor einem drohenden Angriff durch die Shawnee zu warnen. Black Fish musste schließlich erfolglos von Boonesborough abziehen.
Als die Kolonisten unter Führung von Colonel John Bowman zum Gegenangriff ausholten, wurde Black Fish im Frühjahr 1779 bei der Verteidigung seines Dorfes Little Chillicothe von einer Gewehrkugel am Oberschenkel getroffen. Er starb wenige Wochen später an einer Wundinfektion.